# ラリー・キング・ライブ
『ラリー・キング・ライブ』（Larry King Live）は、1985年6月3日 - 2010年12月16日にCNNで放送されていた、1時間の生放送トーク番組である。通称「L.K.L」。番組ホストはラリー・キングが務めた。

## 番組概要
毎回原則的に1人か1組のゲストを招き、キングとの対談を進める。そのインタビュー形式によるトークには、キングならではのスタイルや味があり、視聴者・ゲスト共に信頼され、「他の番組なら出ないが『ラリー・キング・ライブ』だから出演した」というゲストも多い。通常はロサンゼルスのCNNスタジオからの放送されるが、ニューヨークやワシントンD.C.から放送されることもある。
視聴者が電話で参加してゲストに直接質問したり、意見を話したりできるのも特徴のひとつであった。
最高視聴率を記録したのは1993年11月9日の放送で、アル・ゴア副大統領（当時）とロス・ペローが北米FTAの是非について討論を交わした回で、視聴者数は1,117万人を記録した。この視聴者数は当時、アメリカでのケーブルテレビ専門チャンネルの最多視聴者数であり、2006年秋からESPNがマンデーナイトフットボールの放送を開始するまで塗り替えられることはなかった。
番組は2010年12月16日放送分をもって終了、放送期間は25年に及んだ。
後継番組はイギリスのジャーナリストピアーズ・モーガンによる『ピアース・モーガン・トゥナイト（Piers Morgan Tonight）』で、2011年1月17日に放送を開始している。

## 日本での視聴方法
日本ではCS放送（スカパー!、スカパー!e2）やケーブルテレビのチャンネル「CNNj」で視聴でき、日本時間の午後7時から録画放送されている。
Podcastでも無料配信されている（当然、字幕や同時通訳は無い）。

## ゲスト
番組に出演した主なゲスト。 
- ミハイル・ゴルバチョフ
- リチャード・ニクソン
- ジェラルド・フォード
- ジミー・カーター
- ロナルド・レーガン
- ジョージ・ハーバート・ウォーカー・ブッシュ
- ビル・クリントン
- ロス・ペロー - 出演中に1992年アメリカ大統領選挙への出馬を表明。
- ヒラリー・クリントン
- ジョージ・ウォーカー・ブッシュ
- ローラ・ブッシュ
- アル・ゴア
- マーガレット・サッチャー
- アラファト議長
- ネルソン・マンデラ
- サラ・ペイリン - 2008年アメリカ大統領選挙敗退直後の出演。
- マーロン・ブランド - 対談はブランドの自宅で行われた。
- アル・パチーノ
- クリント・イーストウッド
- エリック・クラプトン
- マドンナ
- バーブラ・ストライサンド
- ジム・キャリー
- トム・ハンクス
- ラッセル・クロウ
- エリザベス・テイラー
- ダイアナ・ロス
- スティング
- トム・クルーズ
- ベティ・デイヴィス
- サンドラ・ブロック
- ナタリー・ポートマン
- ポール・マッカートニー
- リンゴ・スター
- セリーヌ・ディオン
- エンヤ
- ラトーヤ・ジャクソン
- ジェームス・ブラウン
- ロバート・デ・ニーロ
- アンジェリーナ・ジョリー
- マイケル・ムーア - 2008年アメリカ大統領選挙期間中に何度も出演し、繰り返しオバマ候補支持を訴えた。
- マイケル・ジョーダン
- タイガー・ウッズ
- ビンス・マクマホン
- スティーヴン・ホーキング
- ダライ・ラマ
- ビル・ゲイツ
- ダン・ラザー
- ドナルド・トランプ
- ピーター・ジェニングス
- マーサ・スチュワート

### 日本人
- 大前研一
- 小錦
- 田丸美寿々
- デーモン小暮
- 渡辺謙
- 豊田章男（トヨタ自動車株式会社代表取締役社長。日本時間2010年2月25日放送分） - 2009 - 2010年にかけて行われた、トヨタ自動車の大規模リコールに関連するアメリカ合衆国議会公聴会に出席・証言した直後の出演だった[5][6][7][8]。